# SAC (cable)
El cable submarino SAC o South American Crossing es un cable submarino de fibra óptica que rodea Sudamérica. Fue inaugurado en septiembre del 2000. Actualmente es propiedad de Level 3 Communications y de Telecom Italia Sparkle.
Cuenta con los siguientes puntos de amarre:
- Santa Cruz (St. Croix)
- Islas Vírgenes,  Estados Unidos
- Fortaleza, Río de Janeiro y Santos,  Brasil
- Las Toninas,  Argentina
- Valparaíso,  Chile
- Lurín,  Perú
- Fort Amador,  Panamá
- Puerto Viejo,  Venezuela
- Buenaventura,  Colombia[4]

Tiene una longitud de 20 000 km y  una capacidad inicial de 40 Gbps. Ha tenido varias ampliaciones de capacidad y a julio del 2015 tiene 3,84 Tbps.
A principios de 2015, Level 3 Communications anunció la extensión del cable para llegar a Colombia.